# Ahmed Nabil
Ahmed Nabil – meglio noto come Manga – (in arabo احمد نبيل مانجا‎?; Il Cairo, 3 ottobre 1991) è un calciatore egiziano, centrocampista del WE Sports Club.

## Carriera

### Club
Muove i suoi primi passi nel settore giovanile dell'Al-Ahly. Il 20 luglio 2014 la società ne comunica la rescissione consensuale. Il calciatore era finito ai margini del progetto tecnico con l'arrivo in panchina di Garrido. Il 30 luglio passa a parametro zero allo Smouha. Il 21 dicembre 2018 passa all'Al-Ittihad Alessandria in cambio di 4 milioni di EGP, firmando un contratto valido fino al 2022.

### Nazionale
Esordisce in nazionale il 13 agosto 2017 contro il Marocco, in un incontro valido per l'accesso alla fase finale del Campionato delle Nazioni Africane 2018.

## Statistiche

### Presenze e reti nei club
Statistiche aggiornate al 7 agosto 2022.
| Stagione                      | Squadra                       | Campionato                    | Campionato | Campionato | Coppe nazionali | Coppe nazionali | Coppe nazionali | Coppe continentali | Coppe continentali | Coppe continentali | Altre coppe | Altre coppe | Altre coppe | Totale | Totale |
| Stagione                      | Squadra                       | Comp                          | Pres       | Reti       | Comp            | Pres            | Reti            | Comp               | Pres               | Reti               | Comp        | Pres        | Reti        | Pres   | Reti   |
| ----------------------------- | ----------------------------- | ----------------------------- | ---------- | ---------- | --------------- | --------------- | --------------- | ------------------ | ------------------ | ------------------ | ----------- | ----------- | ----------- | ------ | ------ |
| 2009-2010                     | Al-Ahly                       | PL                            | 2          | 0          | CE              | 0               | 0               | CCL                | 0                  | 0                  | SE          | 0           | 0           | 2      | 0      |
| 2010-2011                     | Al-Ahly                       | PL                            | 4          | 1          | CE              | 1               | 0               | CCL                | 1                  | 0                  | SE          | 0           | 0           | 6      | 1      |
| 2011-gen. 2012                | Al-Ahly                       | PL                            | 0          | 0          | -               | -               | -               | CCL                | 0                  | 0                  | -           | -           | -           | 0      | 0      |
| gen.-giu. 2012                | Telephonat Beni Suef          | PL                            | 5          | 0          | -               | -               | -               | -                  | -                  | -                  | -           | -           | -           | 5      | 0      |
| 2012-2013                     | Al-Ahly                       | PL                            | 8          | 1          | CE              | 0               | 0               | CCL                | 1                  | 0                  | SE+SA+Cmc   | 0           | 0           | 9      | 1      |
| 2013-2014                     | Al-Ahly                       | PL                            | 12+3       | 0          | CE              | 2               | 0               | CCL+CC             | 0+4                | 0                  | SA+Cmc      | 0           | 0           | 21     | 0      |
| Totale Al-Ahly                | Totale Al-Ahly                | Totale Al-Ahly                | 26+3       | 2          |                 | 3               | 0               |                    | 6                  | 0                  |             | 0           | 0           | 38     | 2      |
| 2014-2015                     | Smouha                        | PL                            | 32         | 1          | CE              | 3               | 0               | CCL                | 11                 | 0                  | -           | -           | -           | 46     | 1      |
| 2015-2016                     | Smouha                        | PL                            | 29         | 0          | CE              | 3               | 0               | -                  | -                  | -                  | -           | -           | -           | 32     | 0      |
| 2016-2017                     | Smouha                        | PL                            | 25         | 2          | CE              | 3               | 0               | CC                 | 8                  | 0                  | -           | -           | -           | 36     | 2      |
| 2017-2018                     | Smouha                        | PL                            | 28         | 1          | CE              | 4               | 0               | -                  | -                  | -                  | -           | -           | -           | 32     | 1      |
| 2018-gen. 2019                | Smouha                        | PL                            | 13         | 1          | CE              | 1               | 0               | -                  | -                  | -                  | -           | -           | -           | 14     | 1      |
| Totale Smouha                 | Totale Smouha                 | Totale Smouha                 | 127        | 5          |                 | 14              | 0               |                    | 19                 | 0                  |             | -           | -           | 160    | 5      |
| gen.-giu. 2019                | Al-Ittihad Alessandria        | PL                            | 15         | 1          | CE              | 2               | 0               | ACC                | 2                  | 0                  | -           | -           | -           | 19     | 1      |
| 2019-2020                     | Al-Ittihad Alessandria        | PL                            | 28         | 0          | CE              | 2               | 0               | ACC                | 5                  | 0                  | -           | -           | -           | 35     | 0      |
| 2020-2021                     | Al-Ittihad Alessandria        | PL                            | 27         | 0          | CE              | 2               | 0               | -                  | -                  | -                  | -           | -           | -           | 29     | 0      |
| 2021-2022                     | Al-Ittihad Alessandria        | PL                            | 21         | 0          | CE              | 1               | 0               | -                  | -                  | -                  | -           | -           | -           | 22     | 0      |
| Totale Al-Ittihad Alessandria | Totale Al-Ittihad Alessandria | Totale Al-Ittihad Alessandria | 91         | 1          |                 | 7               | 0               |                    | 7                  | 0                  |             | -           | -           | 105    | 1      |
| Totale carriera               | Totale carriera               | Totale carriera               | 252        | 8          |                 | 24              | 0               |                    | 32                 | 0                  |             | 0           | 0           | 308    | 8      |

### Cronologia presenze e reti in nazionale
| Cronologia completa delle presenze e delle reti in nazionale ― Egitto | Cronologia completa delle presenze e delle reti in nazionale ― Egitto | Cronologia completa delle presenze e delle reti in nazionale ― Egitto | Cronologia completa delle presenze e delle reti in nazionale ― Egitto | Cronologia completa delle presenze e delle reti in nazionale ― Egitto | Cronologia completa delle presenze e delle reti in nazionale ― Egitto | Cronologia completa delle presenze e delle reti in nazionale ― Egitto | Cronologia completa delle presenze e delle reti in nazionale ― Egitto |
| Data                                                                  | Città                                                                 | In casa                                                               | Risultato                                                             | Ospiti                                                                | Competizione                                                          | Reti                                                                  | Note                                                                  |
| --------------------------------------------------------------------- | --------------------------------------------------------------------- | --------------------------------------------------------------------- | --------------------------------------------------------------------- | --------------------------------------------------------------------- | --------------------------------------------------------------------- | --------------------------------------------------------------------- | --------------------------------------------------------------------- |
| 13-8-2017                                                             | Alessandria d'Egitto                                                  | Egitto                                                                | 1 – 1                                                                 | Marocco                                                               | Q. Campionato delle Nazioni Africane 2018                             | -                                                                     | 68’                                                                   |
| Totale                                                                |                                                                       | Presenze                                                              | 1                                                                     |                                                                       | Reti                                                                  | 0                                                                     |                                                                       |

## Palmarès

### Club

#### Competizioni nazionali
- Campionato egiziano: 4

Al-Ahly: 2009-2010, 2010-2011, 2012-2013, 2013-2014
- Supercoppa d'Egitto: 2

Al-Ahly: 2010, 2012

#### Competizioni internazionali
- CAF Champions League: 1

Al-Ahly: 2013
- Supercoppa CAF: 2

Al-Ahly: 2013, 2014